# Suchedniów
Suchedniów (uitspraakⓘ) is een stad in het Poolse woiwodschap Święty Krzyż, gelegen in de powiat Skarżyski. De oppervlakte bedraagt 59,34 km², het inwonertal 9067 (2005).

## Verkeer en vervoer
- Station Suchedniów